# Villa Cisneros
Villa Cisneros, también conocida y rebautizada como Dajla o ad-Dajla, (en árabe: الداخلة‎) es una ciudad del Sáhara Occidental, reclamada por la República Árabe Saharaui Democrática, y ocupada por Marruecos que la considera la capital de la región de Dajla-Río de Oro. Se encuentra a unos 550 kilómetros al sur de El Aaiún, en la costa atlántica del país, sobre una estrecha península, la península de Río de Oro, que se extiende paralela a la costa en dirección noreste-suroeste. Tiene una población aproximada de 106 277 habitantes.

## Historia

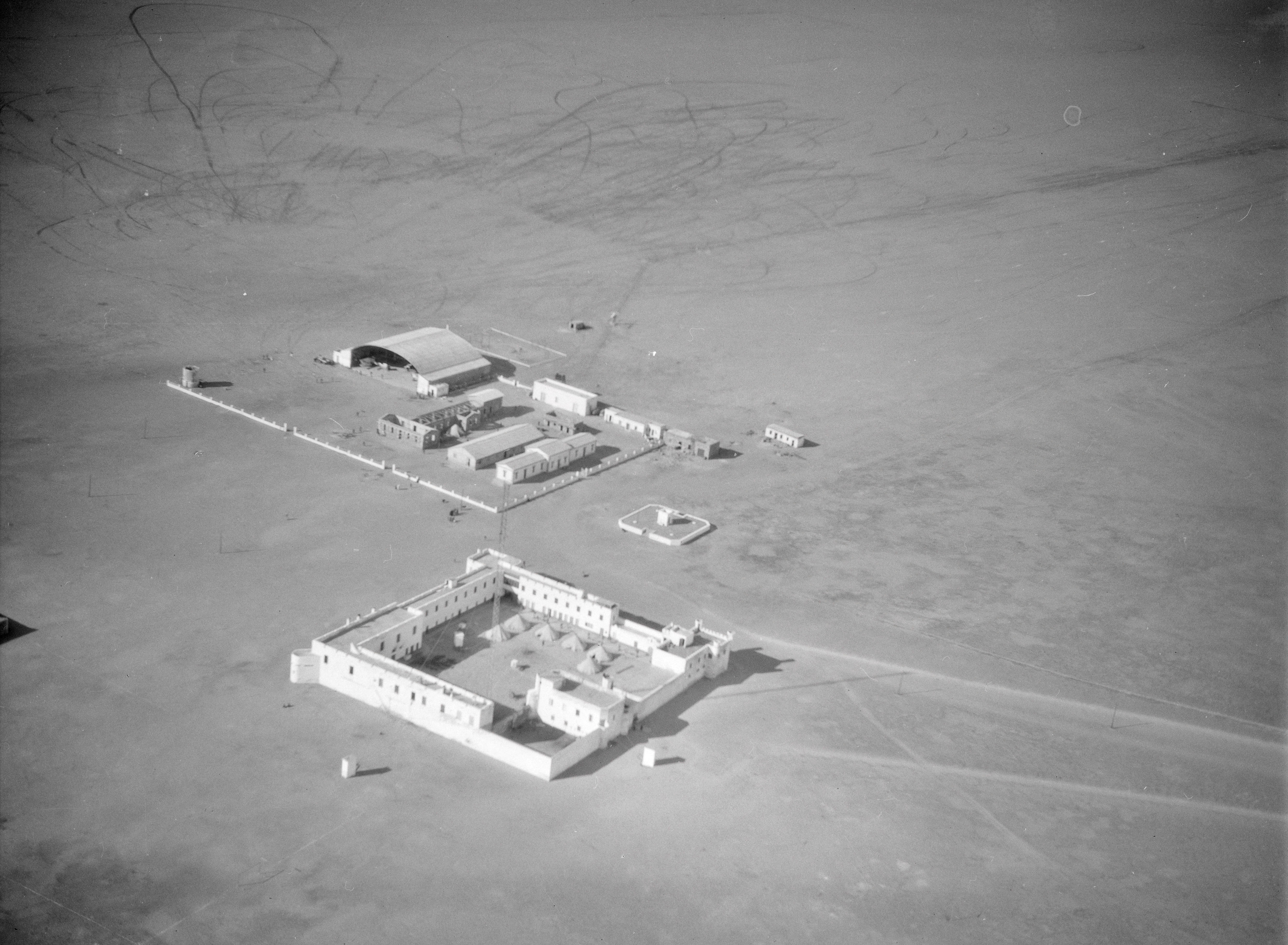
Fuerte de Villa Cisneros y Caseta de Aviones, año 1930 o 1931

Vista de la costa del Sahara Español por la zona de Río de Oro, año 1930 o 1931

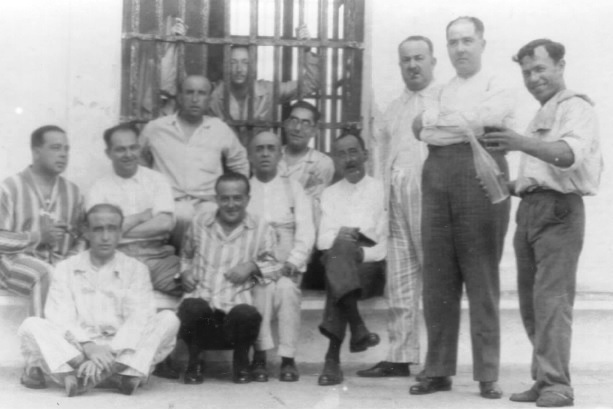
Ciudadanos españoles en Villa Cisneros en 1932

El interés español por el Sahara Occidental fue fruto de las actividades pesqueras llevadas a cabo desde las cercanas islas Canarias. En 1881 un pontón fue fondeado en la costa de la península de Río de Oro para apoyar las tareas de la flota pesquera canaria. Sin embargo, no fue hasta 1884 cuando se fundó Villa Cisneros. Ese año, en una operación promovida por la Sociedad Española de Africanistas y financiada por el gobierno de Cánovas del Castillo, el militar y arabista español Emilio Bonelli reconoció a bordo de la goleta de guerra Ceres la costa entre cabo Bojador y cabo Blanco, fundando tres establecimientos en la costa saharaui: uno en Villa Cisneros, en honor al cardenal Cisneros; otro en cabo Blanco, al que dio el nombre de Medina Gatell (en honor del explorador Joaquín Gatell); y otro en Angra de Cintra, con el nombre de Puerto Badía (en honor del arabista y aventurero Domingo Badía). 
Bonelli consiguió que los habitantes nativos de la península de Río de Oro, los Ulad Bu Sba, firmaran un acuerdo mediante el cual se ponían bajo la protección de España. Gracias a la presencia de los tres puestos, en diciembre de ese año, el gobierno español ponía en comunicación de las potencias reunidas en la conferencia de Berlín, que se adjudicaba la posesión del territorio situado entre los cabos Bojador y Blanco. Sin embargo, tanto Medina Gatell como Puerto Badia fueron abandonados poco tiempo después, permaneciendo solo Villa Cisneros como establecimiento permanente. En 1885 los Ulad Delim, predominante en la zona de Río del Oro, atacaron el fuerte de Villa Cisneros al considerarse excluidos de los acuerdos de los españoles con los Ulad Bu Sba. En 1886 la Sociedad Española de Geografía Comercia firmó en Arrecife el acuerdo con los Ait Musa Uali y Beni Zrguín.
Durante mucho tiempo, Villa Cisneros constituyó la única presencia española en el territorio saharaui. A partir de 1908 la pesca y comercio de pescado, con pailebotes y vapores interinsulares, supuso una importante generación de riqueza, siendo destinado a Canarias. En esta época el agua potable se hacía llegar desde Canarias por la mala calidad de los pozos cercanos y la Factoría era apreciada por las cabilas locales que, en general, no reconocía la autoridad del sultán de Marruecos y tenían en estima a Bens, ya que en torno a la factoría obtenían algunos ingresos. En 1909 la población autóctona era de 659 habitantes, siendo 225 la población permanente y el resto nómadas. Había diez casas de mampostería y la mayor parte vivía en jaimas. No fue hasta la segunda década del siglo XX que la presencia española se amplió. Aunque el gobernador Bens había llegado a Villa Cisneros en 1904, no fue hasta 1916 cuando se ocupó Villa Bens (en el territorio del protectorado sur de Marruecos, al norte del actual Sáhara Occidental). En 1920 Bens ocupó La Güera, en la zona atribuida a España en la península de cabo Blanco.

Escudo de Villa Cisneros bajo soberanía española

Durante el periodo colonial, Villa Cisneros fue la capital de Río de Oro, una de las dos regiones en las que se dividía el Sahara español. Se construyeron una fortaleza (derribada por Marruecos en 2004) y una iglesia católica, que aún hoy constituye un punto de interés para los visitantes de la ciudad. La población sirvió como campo de deportados durante la Segunda República Española. En 1932 llegaron a Villa Cisneros los deportados por la insurrección anarquista del Alto Llobregat de enero, un grupo de 150 libertarios y mineros encabezado por Buenaventura Durruti, Ramón Vila o Francisco Ascaso. En septiembre fueron trasladados a Fuerteventura por la necesidad de albergar a un nuevo grupo de deportados. Se trataba de los 161 deportados por la Sanjurjada entre los que se encontraban militares y civiles, a los que se deportó sin sentencia condenatoria. En este contingente se encontraban Ricardo Serrador Santés, Fernando García de Vinuesa, o Eugenio Sanz de Larín. Fueron bien acogidos por Ramón Regueral Jové, gobernador de la plaza, que fue destituido tras una sonada fuga el 31 de diciembre de 1931 en un pesquero francés que les llevó hasta Sesimbra (inmediaciones de Lisboa) ante la ausencia de la vigilancia del Cánovas, normalmente apostado frente a la población.
Durante la guerra civil, habiéndose adherido Río del Oro a la causa de los sublevados, fueron enviados a en agosto de 1936 a Villa Cisneros desde Tenerife 30 militantes de izquierdas que se opusieron a la sublevación.  Entre ellos estuvo el escritor Pedro García Cabrera. 
Durante la década de 1960, se construyó al norte de la población, a lo largo de la península de Río de Oro uno de los tres aeropuertos con pista asfaltada que existen en el país[cita requerida] (Código IATA: VIL).
En esta ciudad se arrió el 11 de enero de 1976 la última bandera española en el Sáhara Español.[cita requerida] Entre 1975 y 1979, Villa Cisneros fue la capital de la provincia mauritana de Tiris al-Gharbiyya, constituida sobre la porción del Sáhara Occidental anexionada por aquel país.
En 2005, la ciudad se convirtió en el escenario de graves protestas en contra de la ocupación por parte de Marruecos. El 25 de mayo de 2005, la Policía marroquí disolvió la manifestación pacífica en apoyo a la independencia y al Frente Polisario en el marco de las protestas en las calles de los principales núcleos urbanos del Sahara Occidental junto a las protestas prosaharauis en algunos centros universitarios marroquíes. Las autoridades marroquíes fueron acusadas de detenciones improcedentes, torturas y violaciones de los derechos humanos.

## Economía

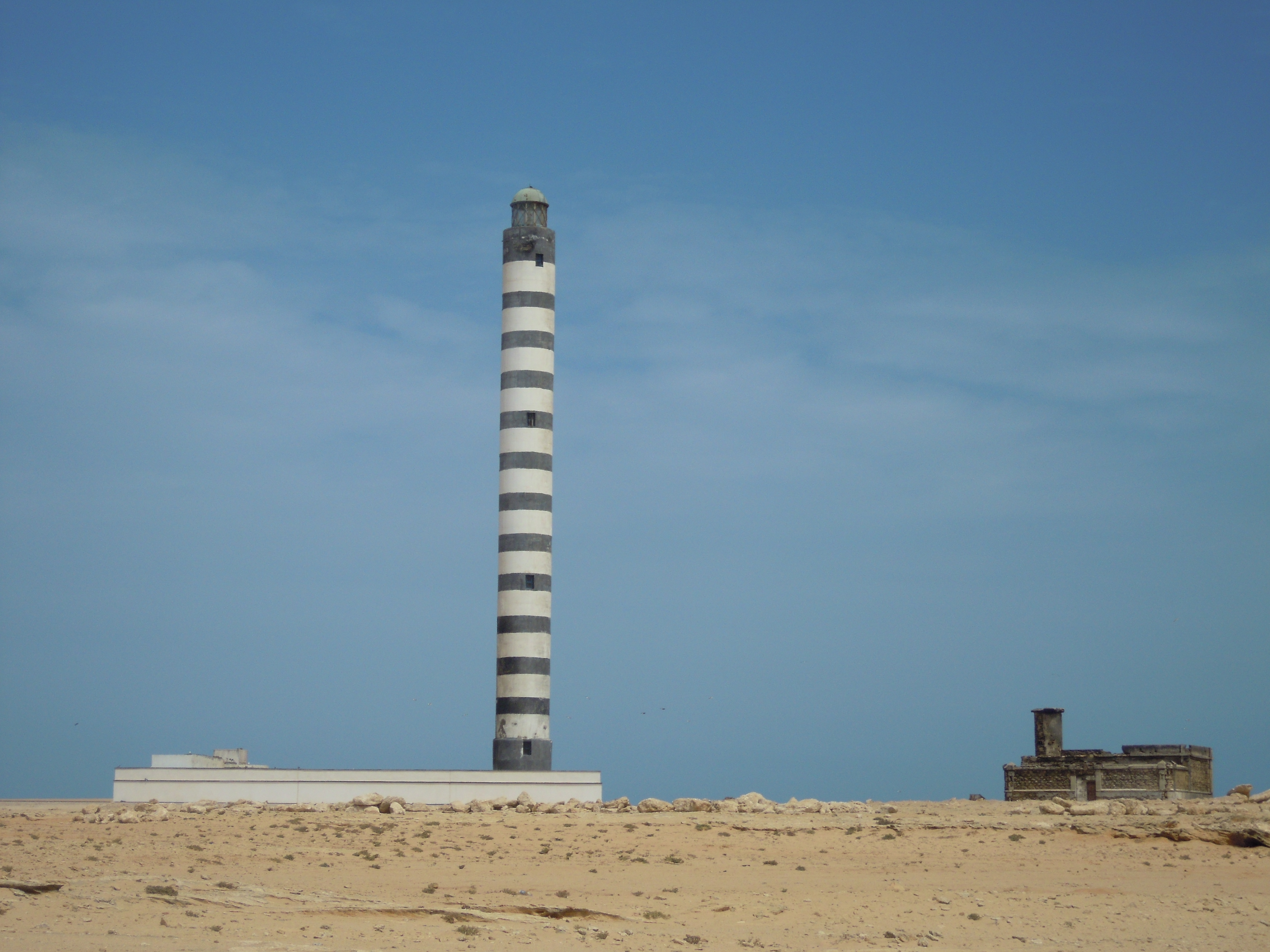
Faro de Villa Cisneros

En la actualidad, y tras la paulatina disminución de la violencia, la ciudad trata de basar su crecimiento en la industria turística, apoyándose en las abundantes playas que la rodean y unas condiciones de viento que la hacen particularmente aconsejable para el surf, el windsurf o kite surf. El manantial de agua caliente natural de Asmaa, situado a 36 km de la ciudad de Villa Cisneros, es también un lugar muy popular entre los turistas que vienen por sus aguas termales a 38 °C, provenientes de un pozo de aproximadamente 700 metros de profundidad.
Para fomentar dicha industria, las autoridades marroquíes están procediendo a una reconstrucción del viejo aeropuerto construido por las autoridades españolas.

## Hermanamientos
- Algeciras, España
- Almería, España[17]
- Cádiz, España[18]
- Creil, Francia[19]
- Minna, Nigeria[cita requerida]
- Tarifa, España[20]
- Crotona, Italia[21]
- Tarapoto, Perú[cita requerida]
- Ica, Perú[22]